# 列夫科維齊基姆利諾克
51°24′50″N 28°27′39″E / 51.41389°N 28.46083°E
列夫科維齊基姆利諾克（烏克蘭語：Левковицький Млинок），是烏克蘭北部的村莊，隸屬日托米爾州的科羅斯滕區。該村始建於1463年，面積0.01平方公里，海拔高度191米，2001年人口38，人口密度每平方公里2,923.08人。